# Hammer Battalion
Hammer Battalion è il nono album in studio del gruppo musicale death metal svedese Unleashed, pubblicato dall'etichetta discografica Steamhammer nel 2008.

## Tracce
1. The Greatest of All Lies – 3:22
2. Long Before Winter's Call – 3:51
3. Your Children Will Burn – 2:57
4. Hammer Battalion – 3:29
5. This Day Belongs to Me – 2:38
6. Marching Off to War – 3:50
7. Entering the Hall of the Slain – 3:33
8. Black Horizon – 3:54
9. Carved in Stone – 3:19
10. Warriors of Midgard – 3:35
11. Midsummer Solstice – 3:06
12. Home of the Brave – 2:51
13. I Want You Dead – 4:03

Durata totale: 44:28

## Formazione
- Johnny Hedlund – voce, basso
- Fredrik Folkare – chitarra
- Tomas Måsgard – chitarra
- Anders Schultz – batteria